# Spike Heatley
Pour les articles homonymes, voir Heatley.
Spike Heatly, nom de scène de Brian John Heatley, né le 17 février 1933 à  Muswell Hill (North London, Grand Londres, Angleterre) et mort le 10 novembre 2021 à Dinan (Côtes-d'Armor), est un contrebassiste britannique de jazz.

## Carrière
En 1958, Spike Heatley fait partie du sextet de Vic Ash, aux côtés de John Scott et Alan Branscombe, puis rejoint les Jazz Couriers de Tubby Hayes et Ronnie Scott quelques semaines avant leur dissolution.  
En 1959-1960, il est le bassiste résident du tout récent club de Ronnie Scott, rejoignant le trio d'Eddie Thompson. À la même époque, il joue également avec Mike et Ian Carr dans leur groupe EmCee Five, mais aussi avec John Dankworth aux côtés duquel il travaille jusqu'en 1962. Il rejoint alors le quintet de Tony Coe et part en tournée avec Kenny Baker.
En 1963, il est membre du quartet de Bill Le Sage et Ronnie Ross, avec Allan Ganley. 
Par la suite, il travaille beaucoup comme musicien de studio, dans une section rythmique comprenant notamment Jimmy Page et John McLaughlin. Il est l'un des membres du Blues Incorporated d'Alexis Korner, puis de 1970 à 1974, du groupe de jazz fusion, CCS.
Dans les années 1980 et 1990, il fait partie du groupe The Great Guitars avec Herb Ellis, Charlie Byrd et Barney Kessel. Il rejoint alors le trio de Kessel, avec Malcolm Mortimore, puis avec ce dernier, le pianiste canadien Oliver Jones. Il joue également dans son propre trio, ainsi qu'avec Ruby Braff ou Scott Hamilton.
Spike Heatley vivait en Ille-et-Vilaine.